# Neus Gorriz i Costilludo
Neus Gorriz i Costilludo (Barcelona, 1944), és una dibuixant, pintora, animadora i docent que va participar en llargmetratges animats de l'època de l'animació tradicional a Catalunya.

## Biografia
Va ser alumna de dibuix i pintura d'en Josep Alumà des dels onze anys. Més tard es va titular com a dissenyadora de moda i es va llicenciar en Belles Arts a la Universitat de Barcelona. El 1960 va entrar a treballar als Estudis Buch-Sanjuán i va començar a animar nombrosos spots publicitaris. Durant aquesta primera època, i de manera paral·lela, va dibuixar pel setmanari d'historietes L'Infantil.
L'any 1963 va entrar a treballar als Estudios Macián, fundats per Francisco Macián i Jaume Papaseit el 1955 a Barcelona. Per a aquest estudi va animar films publicitaris per a Sud-amèrica i va col·laborar en el primer storyboard tècnic del llargmetratge de Macián que havia de dur per títol Candelita. Posteriorment, formà part de l'equip de realitzadors i animadors de El mago de los sueños (1966), un projecte al qual va restar vinculada durant la seva producció. Aquest llargmetratge és el que en el cinema s'anomena pel·lícula de sketchos en estar formada per petits curtmetratges units per un fil argumental. Neus Górriz va ser l'animadora del segment El sueño de Cuquín. Més tard es va dedicar a la pintura i la il·lustració de llibres, revistes i contes infantils i juvenils publicats a França, Alemanya i Sud-àfrica.
El 1973 va crear el seu propi estudi, Cartoon Studis, amb un altre realitzador. Amb aquesta empresa va produir cinema publicitari i caretes per a televisió. A partir del 1984 es dedicà plenament a la pintura formant part del grup Jove Pintura del Mediterrani, encapçalat per Joaquim Torrents Lladó. L'any 1990 va exercir de cap del departament artístic del llargmetratge Peraustrínia 2004, realitzat per Àngel Garcia, on també va executar tasques de suport als animadors gràcies als seus amplis coneixements en animació. De forma paral·lela, va encetar un període de docència a la Facultat de Belles Arts de la Universitat de Barcelona, on va impartir animació fins a la seva jubilació. Es va especialitzar en la part més tècnica de l'animacio tradicional creant els programes d'ensenyament aplicats de tècniques bàsiques d'anàlisi del moviment. La part experimental la impartia l'animadora Anna Miquel. A l'escola La Llotja hi va exercir el càrrec de cap d'estudis de l'any 1992 fins al 1996 impartint-hi també dibuix i perspectiva. A l'Escola d'Art Pablo Gargallo va dur la coordinació i la docència del Cicle Formatiu de Grau Superior d'Animació. Quant a l'activitat pictòrica, ha exposat al Canadà, Catalunya i Andorra, on hi té obra juntament amb Alemanya. L'any 2018 va exposar la seva obra al Casino de Vic.

## Filmografia
- El mago de los sueños (1966)
- Peraustrínia 2004 (1990)